# 한다 다카오
한다 타카오(飯田孝男, 1945년 6월 25일 ~ )는 일본의 배우이다.

## 출연작

### 드라마
- 2006년 《마법전사 유캔도》 독충박사 닥터 웜 역